# 徳川剛
徳川 剛（とくがわ ごう、旧姓：青山 剛、1924年（大正13年）1月 - 没年不詳）は、紀州徳川家第18代当主。
第16代当主・徳川頼貞の未亡人・為子の養子。離籍後の旧姓の青山剛に戻している。

## 経歴
1924年（大正13年）1月、日系二世とされる青山由太郎の次男として生まれる。
1958年（昭和33年）に紀州徳川家第17代当主・徳川頼韶が早世したため、頼韶の母・為子の養子となって紀州徳川家を継いだ。その際、為子の長女・宝子と結婚している。
しかし、当時の紀州徳川家は先々代の徳川頼貞の散財による多額の借金を抱えており、宝子がその返済のために東京都千代田区有楽町の日比谷三井ビルの地下に開いたレストラン「マルキーズ」（フランス語で侯爵夫人を意味する。）の経営に失敗したため、1965年（昭和40年）8月に宝子と離婚して紀州徳川家から離籍した。剛は経営権を売り渡して逃げたとされ、その後の消息は不明である。

## 家族
- 父：青山由太郎
- 養母：徳川為子（離縁）
- 妻：徳川宝子（徳川頼貞の長女・離婚）
  - 長女：徳川宜子（1956年11月5日生[3]）
  - 次女：徳川礼子（1959年12月31日生[3]）